# Збірна Іраку з футболу
Збірна Іраку з футболу (араб. منتخب العراق لكرة القدم) представляє Ірак на міжнародних змаганнях з футболу і контролюється Футбольною асоціацією Іраку. Володар Кубка Азії (2007).
Станом на 3 квітня 2025 посідає 59-e місце у рейтингу футбольних збірних світу.

## Історія
Розквіт іракського футболу припав на 1970-ті та 1980-ті роки. Збірна Іраку кваліфікувалася до фінального турніру чемпіонату світу 1986 року, а також тричі брала участь в Олімпійських іграх: у Москві, Лос-Анджелесі і Сеулі. Також футболісти Іраку перемогли в 1982 році в футбольному турнірі на Азійських іграх, 4 рази вигравали Кубок арабських націй, в 1985 році друга збірна Іраку з футболу здобула перемогу на Панарабських іграх. В Кубку Азії Ірак фінішував четвертим в 1976 році, і надалі не брав участі в цьому турнірі до 1996 року.
За часів правління Саддама Хусейна, керівником Іракського Олімпійського комітету і, разом з тим, куратором національної збірної з футболу, був син Саддама, Удей Хусейн. Під керівництвом Удея, застосовувалися такі засоби мотивації команди як погрози переламати гравцям ноги, за пропуск тренувань могли кинути до в'язниці, а у випадку поразки гравців могли катувати електричним кабелем або скупати в нечистотах. Після Війни у Перській затоці Ірак був усунений від участі в Азійських Іграх і більшості змагань арабського футболу. Станом на 1996 рік збірна Іраку посідала 139 позицію в рейтингу ФІФА, найнижчу за всю свою історію.
Незважаючи на війну в Іраку, футбольна команда продовжила виступати на міжнародних турнірах, з хорошими показниками. У 2004 році збірна Іраку дісталася чвертьфіналу Кубка Азії з футболу (з таким самим результатом команда виступала на Кубках Азії в 1996 і 2000 роках) і потім кваліфікувалася для участі на літніх Олімпійських іграх 2004 року. В Афінах іракські футболісти перемогли олімпійські збірні Португалії, Коста-Рики і Австралії, і в підсумку стали четвертими, поступившись у матчі за бронзу італійцям — 0:1; крім того, збірна Іраку була нагороджена призом ФІФА за чесну гру. В кінці 2004 року Азійська конфедерація футболу визнала іракську збірну «командою року». У 2005 році збірна Іраку виграла золоті медалі Західно-азійських Ігор. У 2006 році олімпійська збірна Іраку виграла срібні медалі на Азійських іграх. У 2007 році збірна Іраку вперше в історії перемогла в Кубку Азії з футболу і знову була визнана командою року АФК, найкращою арабською командою року за версією авторитетного видання «Аль-Ахрам», а також найкращою командою року у світі за версією World Soccer Magazine. Також команду висунули на здобуття гуманітарної премії Принца Астурійського. Перемігши на Кубку Азії, збірна Іраку отримала право взяти участь у розіграші Кубка конфедерацій 2009, який відбувався в ПАР, але там команда не змогла подолати груповий етап.

## Виступи на міжнародних турнірах

### Чемпіонат світу
- 1958—1970 — не пройшла кваліфікацію
- 1974 — не пройшла кваліфікацію
- 1978 — не брала участі
- 1982 — не пройшла кваліфікацію
- 1986 — груповий турнір
- 1990—2018 — не пройшла кваліфікацію

### Кубок конфедерацій
- 1992—2005 — не брала участі
- 2009 — груповий турнір

### Олімпійські ігри
- 1960—1976 — не брала участі
- 1980 — 1/4 фіналу
- 1984 — груповий турнір
- 1988 — груповий турнір
- 1992 — не брала участі
- 1996—2000 — не пройшла кваліфікацію
- 2004 — 4-те місце
- 2008 — не пройшла кваліфікацію

### Кубок Азії
- 1956—1968 — не брала участі
- 1972 — груповий турнір
- 1976 — 1/2 фіналу
- 1980—1992 — не брала участі
- 1996 — 1/4 фіналу
- 2000 — 1/4 фіналу
- 2004 — 1/4 фіналу
- 2007 — чемпіон
- 2011 — 1/4 фіналу
- 2015 — 1/2 фіналу
- 2019 — 1/8 фіналу

### Кубок націй Перської затоки
- 2013 — срібло

### Азійські ігри
- 1951—1970 — не брала участі
- 1974 — 2-й груповий турнір
- 1978 — 4-те місце
- 1982 — чемпіон
- 1986 — 1/4 фіналу
- 1990—2002 — усунена від участі
- 2006 — 2-ге місце
- 2010 — не брала участі

## Виноски
1. 1 2  The FIFA/Coca-Cola World Ranking. FIFA. 3 квітня 2025. Процитовано 3 квітня 2025.
2. ↑  Theage.com.au — The torturing. Архів оригіналу за 14 грудня 2016. Процитовано 1 серпня 2011.
3. ↑  Worldsoccer.com — 2007 World team of the year. Архів оригіналу за 1 липня 2008. Процитовано 1 серпня 2011.
4. ↑  Kooora.com — Iraq nominated for the 2007 prince of Asturias award. Архів оригіналу за 21 липня 2011. Процитовано 1 серпня 2011.